# 天津仁愛學院
天津仁愛學院是位于天津市静海区的一所全日制民办本科普通高等学校。该校由天津市仁爱集团有限公司全资持有。

## 历史
2006年，由天津大學和天津市仁愛集團有限公司合作創辦具有獨立法人資格、獨立辦學條件、獨立招生、獨立頒發文憑、獨立校園和獨立財務核算的本科層次全日制普通高等學校天津大学仁爱学院。該校採取股份制形式建立，天津大學校長李家俊任該學院董事長，院長為杭建民。
根据2008年中华人民共和国教育部颁布26号令《独立学院设置与管理办法》，该校在性质上属于独立民办性质的院校。学习期满且成绩合格的独立学院毕业生，不能获得天津大學的畢業證書，2025届毕业生将获得天津仁爱学院的毕业证书（2024届及往届的毕业生将获得天津大学仁爱学院的毕业证书，2024届及往届毕业生由于参军等情况造成的延迟毕业可以选择继续使用天津大学仁爱学院一称）。符合学位授予条件的，授予天津仁爱学院的学士学位证书（2024届及往届的毕业将获得天津大学仁爱学院的学士学位证书，2024届及往届毕业生由于参军等情况造成的延迟毕业可以选择继续使用天津大学仁爱学院一称）。
2020年12月24日，教育部发展规划司发布《关于拟同意设置本科高等学校的公示》，拟定同意天津大学仁爱学院转设为民办普通高等学校天津仁爱学院。2021年2月2日，经中华人民共和国教育部批准，天津大学仁爱学院脱离天津大学管理，并转设为民办普通高等学校天津仁爱学院，由天津市仁爱集团有限公司全资持有。